# ブローチ (工具)

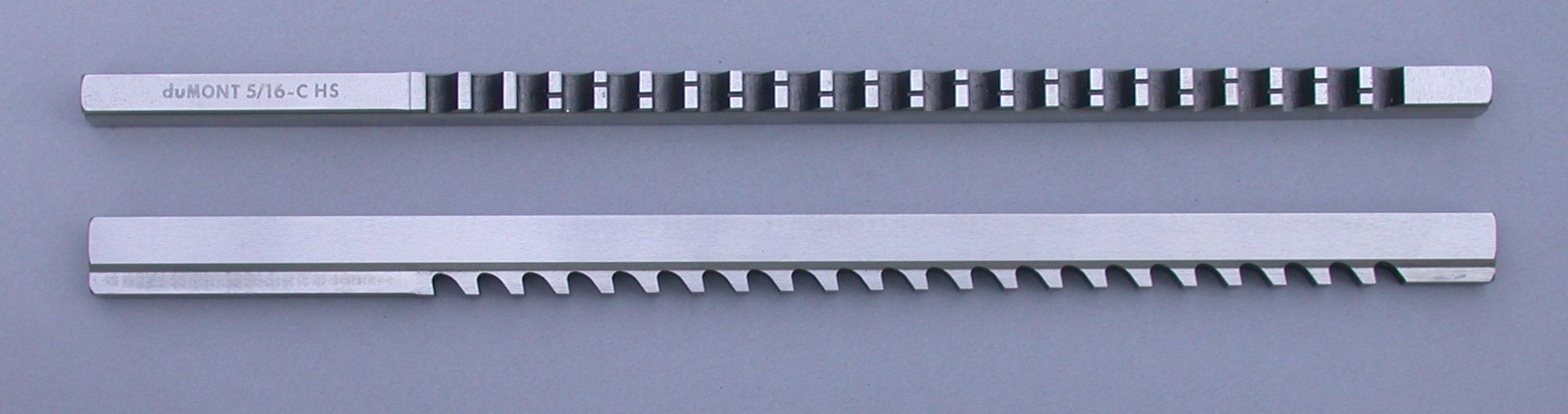
ブローチ刃

ブローチ（英語: broach）とは、ブローチ盤で使用する切削工具である。ブローチ棒とも呼ばれる。
通常は1メートル程の金属棒で、先端から末端にかけて少しずつ太くなっている。この金属棒に先端部から数センチメートルおきに切削刃を付けた形状となっている。
ブローチ盤で切削することにより、複雑な形状の切削加工が行える。